# Bugonia
Bougonie
Pour les articles homonymes, voir Bugonia (film).

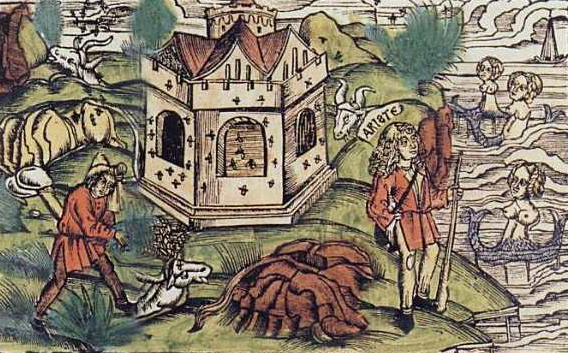
Bugonia organisée par Aristée. Illustration des Géorgiques dans un manuscrit de 1517, Lyon.

La bugonia ou bougonie, du grec βοῦς (bœuf) et γονή (progéniture), littéralement « progéniture du bœuf », est un rituel sacrificiel rapporté par divers auteurs de l'Antiquité et attribué aux anciens Égyptiens, fondé sur la croyance que les abeilles peuvent naitre du cadavre d'un bovin. 
Nicandre de Colophon y fait allusion dans ses Thériaques, 
Archélaos, Démocrite, Magon, Varron citent ce prodige. Virgile en décrit longuement le processus dans le livre IV des Géorgiques (v. 281-314) comme moyen, pour Aristée, l'apiculteur mythique dont les ruchers ont été détruits, de ressusciter ses abeilles :

« Si l'espèce tout entière vient à manquer soudain, sans qu'on ait de quoi reproduire une nouvelle lignée, il est temps […] d'expliquer comment le sang corrompu de jeunes taureaux immolés a souvent produit des abeilles. Je vais, remontant assez haut, conter depuis son origine première toute la légende.

Aux lieux où le peuple fortuné de la Pelléenne Canope voit le fleuve Nil étendre ses eaux stagnantes et […] où il féconde la verte Égypte d'un sable noir, […] tout le pays voit dans ce procédé un remède salutaire et sûr.
On choisit d'abord un étroit emplacement, réduit pour l'usage même ; on l'enferme de murs surmontés d'un toit de tuiles exigu, et on y ajoute quatre fenêtres, orientées aux quatre vents, et recevant une lumière oblique.

Puis on cherche un veau, dont le front de deux ans porte déjà des cornes en croissant […] et quand il est tombé sous les coups, on lui meurtrit les viscères pour les désagréger sans abîmer la peau. On l'abandonne en cet état dans l'enclos, en disposant sous lui des bouts de branches, du thym et des daphnés frais.

Cette opération se fait quand les Zéphyrs commencent à remuer les ondes, avant que les prés s'émaillent de nouvelles couleurs, avant que la babillarde hirondelle suspende son nid aux poutres.
Cependant […] il fermente, et l'on peut voir alors des êtres aux formes étranges : d'abord sans pieds, ils font bientôt siffler leurs ailes, s'entremêlent, et s'élèvent de plus en plus dans l'air léger, jusqu'au moment où ils prennent leur vol, comme la pluie que répandent les nuages en été, ou comme ces flèches que lance le nerf de l'arc, quand d'aventure les Parthes légers se mettent à livrer combat. »

Cependant Columelle et Pline l'Ancien doutent de sa réalité.
Une croyance proche est attestée dans la Bible, au chapitre 14 du Livre des Juges : Samson tue un jeune lion qui se jetait sur lui  en rugissant, le déchirant, « comme on déchire un chevreau » (verset 6). Quelques jours plus tard « il fit un détour pour revoir le cadavre du lion. Il y avait dans sa carcasse un essaim d’abeilles et du miel » (verset 8).

### Art
- Bugonia